# Чемпіонат Європи з футболу 1996 (склади команд)/Іспанія

## Складзбірної Іспаніїначемпіонаті Європи 1996року
Головний тренер: Хав’єр Клементе 
| №  | Амплуа | Гравець              | Дата народження  | Матчів | Клуб                 |
| -- | ------ | -------------------- | ---------------- | ------ | -------------------- |
| 1  | В      | Андоні Субісарета    | 23 жовтня 1961   |        | Валенсія             |
| 2  | З      | Хуан Мануель Лопес   | 3 вересня 1969   |        | Атлетіко (Мадрид)    |
| 3  | З      | Альберто Бельсуе     | 2 березня 1968   |        | Реал Сарагоса        |
| 4  | П      | Рафаель Алькорта     | 16 вересня 1968  |        | Реал Мадрид          |
| 5  | З      | Абелардо             | 19 березня 1970  |        | Барселона            |
| 6  | З      | Фернандо Йєрро       | 23 березня 1968  |        | Реал Мадрид          |
| 7  | П      | Хосе Еміліо Амавіска | 19 червня 1971   |        | Реал Мадрид          |
| 8  | П      | Хулен Герреро        | 7 січня 1974     |        | Атлетік Більбао      |
| 9  | Н      | Хуан Антоніо Піцці   | 7 червня 1968    |        | Тенерифе             |
| 10 | Н      | Донато               | 30 грудня 1962   |        | Депортіво Ла-Корунья |
| 11 | П      | Альфонсо             | 26 вересня 1972  |        | Реал Бетіс           |
| 12 | З      | Серхі                | 28 грудня 1971   |        | Барселона            |
| 13 | В      | Сант’яго Канісарес   | 18 грудня 1969   |        | Реал Мадрид          |
| 14 | Н      | Кіко                 | 26 квітня 1972   |        | Атлетіко (Мадрид)    |
| 15 | П      | Хосе Луїс Камінеро   | 8 листопада 1967 |        | Атлетіко (Мадрид)    |
| 16 | З      | Хорхе Отеро          | 28 січня 1969    |        | Валенсія             |
| 17 | П      | Хав'єр Манхарін      | 31 грудня 1969   |        | Депортіво Ла-Корунья |
| 18 | Н      | Гільєрмо Амор        | 4 грудня 1967    |        | Барселона            |
| 19 | З      | Хуліо Салінас        | 11 вересня 1962  |        | Спортінг Хіхон       |
| 20 | П      | Мігель Анхель Надаль | 28 липня 1966    |        | Барселона            |
| 21 | Н      | Луїс Енріке          | 8 травня 1970    |        | Реал Мадрид          |
| 22 | В      | Хосе Моліна          | 8 серпня 1970    |        | Атлетіко (Мадрид)    |
|    |        |                      |                  |        |                      |